# Затиркевич-Карпинська Ганна Петрівна
Га́нна Петрі́вна Затирке́вич-Карпи́нська (при народженні Ковтуненко, нар. 8 (20) лютого 1855, м. Срібне — 12 вересня 1921, м. Ромни) — українська артистка із шляхетської родини Ковтуненків, педагог, театральна діячка. Одна з засновниць українського національного театру.

## Життєпис
Народилася у дворянській родині. До восьми років дівчинку виховувала няня Катерина Миколаївна Забіла.
Навчалась у приватному пансіоні. Виховувалася в Київському інституті шляхетних дівчат. Вихованкою інституту Ганна Ковтуненко брала активну участь у концертах, які відбувались в інституті. Цікавилася театром. У Києві тоді з успіхом виступала місцева трупа на чолі з директором театру Кологривовим. Його дружина викладала музику в інституті, та й сам директор бував у закладі. За домовленістю із ним найкращі актори виступали перед вихованками з уривками класичних п'єс «Лихо з розуму» Грибоєдова; «Недоросток» Фонвізіна; «Бідність не порок» Островського, що були тоді в репертуарі театру.
Ковтуненко з жадобою перечитувала театральний відділ у газетах та журналах. Не побувавши жодного разу ні в Петербурзі, ні в Москві, вона добре знала, які п'єси йдуть на сценах театрів і з якими виконавцями.
Згодом повернулась у рідне село до батьків, які наполегливо шукали 18-річній дівчині нареченого. У 1874 р. їй проти волі влаштували шлюб зі значно старшим сусідом із села Блотниця (нині — Болотниця), поміщиком Дмитром Затиркевичем. Щоденна робота по господарству все ж не заглушила інтересу Ганни Карпинської до театру. У Прилуках відбувалися аматорські вистави, у яких Карпинська брала активну участь. Тут зіграла Тетяну у п'єсі «Москаль-чарівник» І. Котляревського, Одарку у п'єсі Г. Квітки-Основ'яненка «Сватання на Гончарівці», яку в 1882 р. підготували роменські аматори. Цього ж року вона налагоджує зв'язки з трупою М. Кропивницького.

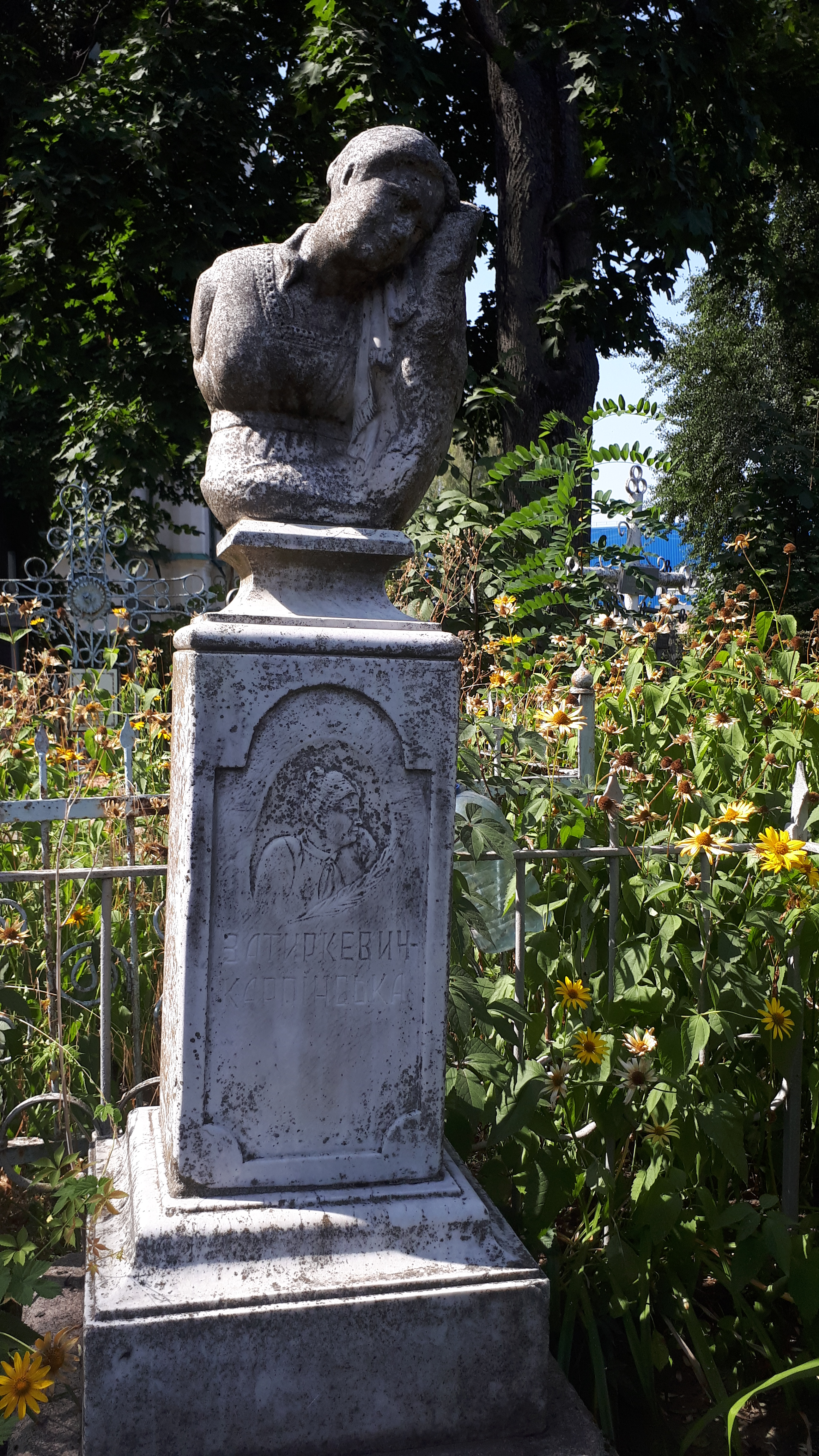
Могила Затиркевич-Карпинської

Чоловік, що не суперечив проти аматорської гри, під загрозою поліційного арешту змусив акторку повернутися додому, коли проти його волі пішла в професійний театр. Твердо обравши сцену, Затиркевич-Карпинська добре поговорила з чоловіком. Настрахала, що все одно не жити йому з нею, а як звертатиметься до поліції, вигадає спосіб бути вільною, адже чоловік завжди може вмерти. Чоловік став «тікати, як від мари», а за кілька днів запропонував їхати на службу в театр, до «своїх собачих друзів». Більше акторка його не бачила (з розповіді у березні 1920 року).
Спільна багаторічна праця і міцна дружба поєднувала Ганну Затиркевич-Карпинську з іншою великою українською акторкою, Марією Заньковецькою. Вони часто грали у парі, листувалися, підтримували одна одну.
Померла на 67-му році, раптово. Зі спогадів сучасників відомо, що похована під звуки Шевченкового «Заповіту» у виконанні хору акторів. Досі не встановлено, де поділися її особисті речі й театральні аксесуари.

## Театральна кар'єра

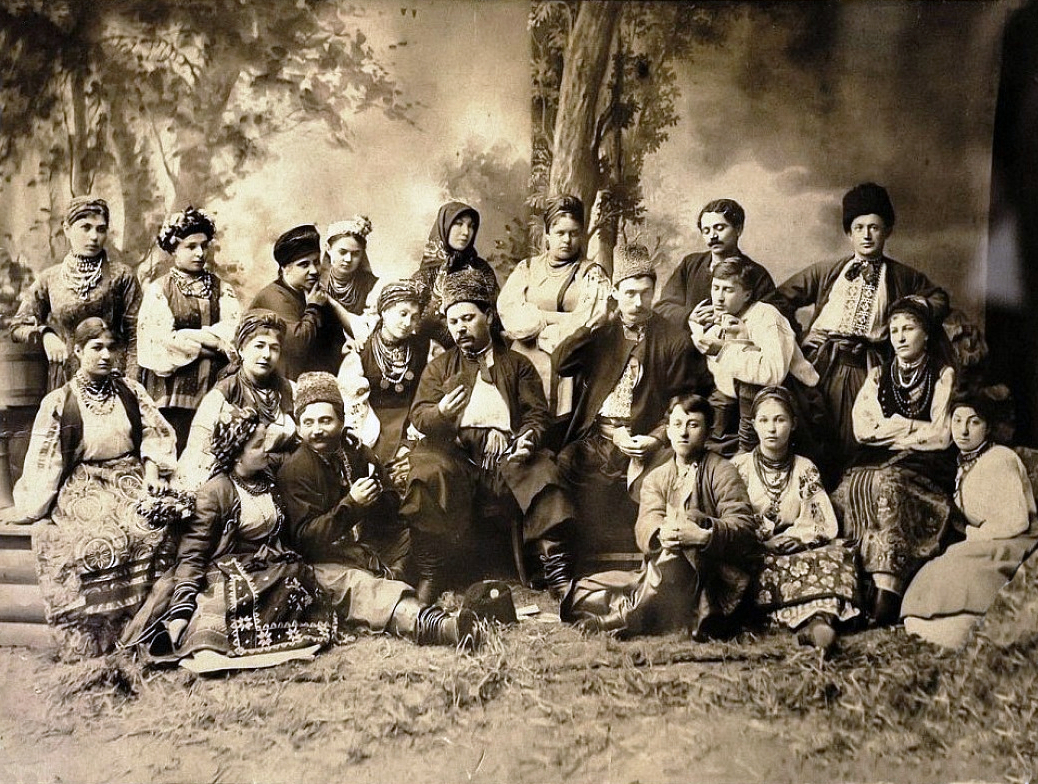
Трупа Кропивницького (сцена гри у карти), друга пол. 1880-х рр. Вгорі, з лївого боку починаючи: Нечай, Черновська, Затиркевич, Мартиненко, Нечай, Переверзева, Глєбов, Загорський.
Середнїй ряд: Доленко, Маркова, Заньковецька, Кропивницький, Садовський, Петро Карпенко, Ратмірова.
На долї: Хильченко (Тобилевичева), Саксаганський, Максимович, Полянська, Косюра

1883 року кинула життя поміщиці і стала акторкою на ролі жартівливих молодиць і сварливих бабів у трупі корифеїв українського театру. Працювала в українських трупах Марка Кропивницького, Михайла Старицького, Миколи Садовського, Федора Волика та ін.
20 травня 1883 року під іменем Ганна Прилуцька виступила в театрі Кропивницького в ролі Секлети в комедії Старицького «Як ковбаса та чарка, то минеться й сварка». Так почався акторський тріумф. З 20 квітня по 4 травня 1893 р. з успіхом виступила у Чернігові в ролі Наталки-Полтавки.
До 1900 року виступала під прізвищем чоловіка — Затиркевич.
У Києві грала в Театрі Миколи Садовського (1917—1918), Державному народному театрі під керівництвом Панаса Саксаганського.
У 1920 р. група київських аматорів з колишнього театру М. Садовського утворює у м. Ромнах на Сумщині український професійний театр. До цього об'єднаного театрального колективу в перший же день вступила Г. П. Затиркевич-Карпинська. Вона чудово грала у п'єсах С. Васильченка, М. Кропивницького, П. Мирного, І. Котляревського.
У вільні від основної роботи години Ганна Петрівна читала лекції у театральній студії при червоноармійському клубі, консультувала аматорів. Видатна артистка виховала цілу плеяду учнів, більшість з яких стали провідними майстрами українського театру: О. Полянську, Г. Борисоглібську, Л. Мацієвську, Є. Хуторну, В. Чайку, Н. Копержинську та ін.

## Ролі
За час майже сорокарічної праці в театрі Затиркевич-Карпинська зіграла близько 130 ролей, створила образи задирикуватих, веселих, балакучих та енергійних жінок. Її учитель в акторському мистецтві Марко Кропивницький називав її «радісною актрисою» і жартома казав, що вона як «барабан в оркестрі».
Ганна Петрівна була обдарована якоюсь принадною особливістю, яка з гіпнотичною силою привертала увагу глядачів, щойно акторка з'являлася на сцені. «Її чарівна усмішка і виразні сірі очі ніби опромінювали все навколо», — писав старий театрал Прохор Коваленко.
Особливо яскраве враження на глядачів справляла її баба Риндичка з водевілю «По ревізії» — роль, яку вона грала з першого року на сцені. Боса, кругленька, куценька бабця із заплющеним оком протягом всієї вистави підв'язаною щелепою, настороженим вухом і стиснутими в кулаки долонями з першої появи на сцені викликала сміх.
Інші ролі:
- Стеха («Назар Стодоля» Тараса Шевченка).
- Ганна («Безталанна» Івана Карпенка-Карого).
- Лимериха («Лимерівна» Панаса Мирного).
- Секлета («За двома зайцями» Михайла Старицького).
- Пошльопкіна («Ревізор» Миколи Гоголя).

Лінію Затиркевич-Карпинської в українському театрі продовжували і продовжують Нонна Копержинська, Поліна Куманченко, Тамара Яценко.
В репертуарі Затиркевич-Карпинської однією з найкращих була роль старої матері Гната в п'єсі Карпенко-Карого «Безталанна». В останній дії мати ущипливо докоряє Гнатові, що той панькається з жінкою, і за її намовою Гнат б'є дружину до смерті. Під час однієї з вистав вартовий на сцені пожежник так сприйняв сценічну дію, що після вистави підбіг до Затиркевич-Карпинської, яка йшла за куліси, і мовчки вдарив її.

## Вшанування пам'яті
У Ромнах на честь Затиркевич-Карпинської названо невелику вулицю на околиці у районі садибної забудови .